# René Schérer
René Schérer   (Tula, 25 de novembre de 1922 - 14è districte de París, 1 de febrer de 2023) va ser un acadèmic i filòsof francès, professor emèrit de la Universitat París-VIII. Era el germà menor del cineasta Éric Rohmer. Defensor en els anys setanta d'una reinvenció de la pedagogia i de la relació nen-adult, en els seus escrits va arribar a fer apologia de la pedofília, la qual cosa va fer que, en els anys vuitanta, fos interrogat en relació amb el cas del Coral.

## Vida i obra
Antic alumne del Lycée Edmond-Perrier de Tula i de l'Escola normal superior, René Schérer va ser en un primer moment mestre de filosofia en educació secundària. El 1960, a la Universitat de París, defensa la seva tesi de doctorat, Structure et fondement de la communication humaine; essai critique sur les théories contemporaines de la communication. El 1964 publica el seu primer llibre, Husserl, sa vie, son oeuvre i, l'any següent, la seva tesi en forma resumida. El 1971 reedita de nou la seva tesi, amb el títol Philosophies de la communication, en una versió que havia adoptat, després del maig del 68, una òptica més marxista i revolucionària.
El 1962 és alumne seu el jove Guy Hocquenghem, amb qui manté una relació amorosa. Més tard seran companys a la universitat i col·laboraran junts en l'elaboració de diferents obres. A l'inici de la seva relació, Guy Hocquenghem no arriba a setze anys. René Schérer participe més tard al Front Homosexual d'Acció Revolucionària (FHAR), del qual Guy Hocquenghem és un altre membre destacat.
Les seves primeres obres tradueixen un coneixement de la filosofia alemanya i de pensadors com Edmund Husserl, Emmanuel Kant, G. W. F. Hegel i Max Stirner, i porten sobretot a la fenomenologia de Husserl o de Heidegger.
El 1974 René Schérer publica Émile perverti ou Des rapports entre l'éductation et la sexualité, un assaig que respon a la introducció d'una educació sexual obligatòria en les escoles. L'educació constitueix, per a Schérer, el pedestal lliberticida del control de la sexualitat. Schérer basteix els seus arguments sobre una crítica incisiva a l'Emili de Rousseau.

## Obres
- Husserl, sa vie, son oeuvre (amb Arion Lothar Kelkel), París : PUF, col. « Philosophes », 1964.
- Structure et fondement de la communication humaine, París : SEDES, 1966.
- La Phénoménologie des « Recherches logiques » de Husserl, París : PUF, 1967.
- Charles Fourier ou la Contestation globale, París : Seghers, 1970. Reedició Séguier, 1996.
- Philosophies de la communication, SEES, 1971.
- Charles Fourier, l'ordre subversif (amb Jean Goret), París : Aubier, 1972.
- Heidegger ou l'Expérience de la pensée (amb Arion Lothar Kelkel), París : Seghers, 1973.
- Émile perverti ou Des rapports entre l'éducation et la sexualité, Laffont, 1974. Reedició Désordres-Laurence Viallet, 2006. Edició castellana: La pedagogía pervertida. Traducció de Jerónimo Juan Mejía. Barcelona : Ed. Laertes, 1983.
- « Co-Ire : album systématique de l'enfance » (amb Guy Hocquenghem), revista Recherches, núm. 22, 1976.
- Une érotique puérile, París : Galilée, 1978.
- L'Emprise. Des enfants entre nous, París : Hachette, 1979.
- L'Âme atomique. Pour une esthétique d'ère nucléaire (avec Guy Hocquenghem), París : Albin Michel, 1986.
- Pari sur l'impossible. Études fouriéristes, Saint-Denis: Presses Universitaires de Vincennes, 1989.
- Zeus hospitalier. Éloge de l'hospitalité, París : Armand Colin, 1993. Reedició La Table ronde, 2005).
- Utopies nomades. En attendant 2002, París : Séguier, 1998 (reed. Les Presses du réel, 2009).
- Regards sur Deleuze, París : Kimé, 1998.
- Un parcours critique : 1957–2000, París : Kimé, 2000.
- L'Écosophie de Charles Fourier, París : Economica, 2001.
- Enfantines, París : Anthropos, 2002.
- Hospitalités, París : Anthropos, 2004.
- Vers une enfance majeure, París : La Fabrique, 2006.
- Passages pasoliniens (avec Giorgio Passerone), Villeneuve d'Ascq: Presses universitaires du Septentrion, 2006.
- Après tout. Entretiens sur une vie intellectuelle (amb Geoffroy de Lagasnerie), París : Cartouche, 2007.
- Pour un nouvel anarchisme, París, Cartouche, 2008.
- Nourritures anarchistes. L'anarchisme explosé, París : Hermann, 2009

### Presentacions i edició de textos
- Edmund Husserl, Recherches logiques (traducció i presentació, amb Hubert Elie i Ariel Lothar Kelkel), París : PUF, 4 vol., 1958-1963.
- Charles Fourier, Charles Fourier, l'attraction passionnée (selecció de textos i presentació), París : J.-J. Pauvert, 1967.
- Charles Fourier, Trois Textes sur la civilisation (prefaci), París : Aubier, 1972.
- Gabriel Tarde, Fragments d'histoire futur (prefaci), París : Séguier, 1998.
- Gabriel Tarde, La Logique sociale (prefaci), Le Plessis-Robinson: Institut Synthélabo pour le progrès de la connaissance, col. « Les Empêcheurs de penser en rond », 1999.